# دیانا براینووا-دیلوا
دیانا براینووا-دیلوا (بلغاری: Диана Брайнова-Дилова؛ زادهٔ ۱ نوامبر ۱۹۵۲) بازیکن بسکتبال اهل بلغارستان است.
از باشگاه‌هایی که در آن بازی کرده‌است می‌توان به باشگاه فوتبال لوکوموتیو صوفیه اشاره کرد.